# Tessa Rajak
Tessa Rajak (* 2. August 1946 als Tessa Goldsmith in London) ist eine britische Althistorikerin.

## Karriere
Tessa Rajak studierte am Somerville College der University of Oxford und promovierte über „Flavius Josephus: Jewish History and the Greek World“ an der Fakultät für Klassische Philologie. Daraufhin erhielt sie die Professur für Alte Geschichte an der University of Reading, die sie bis zu ihrer Emeritierung 2008 innehatte. Von 1995 bis 2006 war sie Grinfield Lecturer für die Septuaginta in Oxford; ihr Buch Translation and Survival: The Greek Bible of the Ancient Jewish Diaspora basiert auf den sechs Vorlesungen, die sie in dieser Zeit hielt. Von 2000 bis 2003 war Rajak Herausgeberin des Journal of Jewish Studies. Von 2012 bis 2015 war sie gemeinsam mit Martin Goodman und  Andrea Schatz an dem Projekt „The Reception of Josephus in Jewish Culture from the 18th Century to the Present“ beteiligt. 2018 war sie Fellow am Max-Weber-Kolleg. Rajak ist verheiratet mit Harry Rajak, einem Professor für Rechtswissenschaft an der University of Sussex.

## Forschungsschwerpunkte
Rajak gilt als Expertin für die Sozial- und Kulturgeschichte der Juden in hellenistischer sowie römischer Zeit und das frühe Christentum.

## Schriften
Monographien
- Flavius Josephus. Jewish history and the Greek world. Dissertation, University of Oxford 1974.
- Josephus. The Historian and His Society. Fortress Press, Philadelphia 1984, ISBN 0-8006-0717-1.
- mit John North und Judith Lieu: The Jews among pagans and Christians in the Roman Empire. Routledge, London u. a. 1992, ISBN 0-415-04972-5.
- The Jewish Dialogue with Greece and Rome. Studies in Cultural and Social Interaction (= Arbeiten zur Geschichte des antiken Judentums und des Urchristentums. Band 48). Brill, Leiden u. a. 2000, ISBN 90-04-11285-5.
- Translation and survival. The Greek Bible of the ancient Jewish Diaspora. Oxford University Press, Oxford u. a. 2009, ISBN 978-0-19-955867-4.

Herausgeberschaften
- mit Gillian Clark: Philosophy and Power in the Graeco-Roman World. Essays in Honour of Miriam Griffin. Oxford University Press, Oxford u. a. 2002, ISBN 0-19-829990-7.
- mit Sarah Pearce, James Aitken, Jennifer Dines: Jewish perspectives on Hellenistic rulers. University of California Press, Berkeley 2007, ISBN 978-0-520-25084-0.